# Spijt
Spijt is een negatieve emotie met de wens dat men anders had gehandeld bij het besef of vermoeden dat een alternatieve handeling een beter resultaat tot gevolg had gehad. In combinatie met wijsheid achteraf gaat dit gepaard met zelfverwijt, het gevoel dat men beter had moeten weten en dat men de situatie graag zou corrigeren. Hoe meer keuzes er vooraf waren, hoe meer alternatieven er zijn die achteraf een aantrekkelijk alternatief kunnen lijken en dus meer mogelijkheden om ontevreden te zijn over de gekozen optie.
Spijt kan dus pas ontstaan als men een rol heeft gespeeld in de uiteindelijke uitkomst. Er moet besluitvorming aan vooraf zijn gegaan. Dit in tegenstelling tot emoties als blijdschap en teleurstelling die ook kunnen optreden als men zelf geen invloed heeft gehad op de uitkomst. Spijt is ook meer intern gericht, in tegenstelling tot bijvoorbeeld schaamte die gevoeld wordt ten opzichte van anderen.
Op korte termijn is spijt vaak groter als er anders is gehandeld dan de norm die men aanvaard heeft. Als een beslissing beter te verantwoorden is, zal de spijt bij tegenvallende resultaten verminderen. Dit is van invloed op de besluitvorming doordat men geneigd is hierop te anticiperen en daardoor vaker de norm volgt, zelfs als er een veelbelovend maar minder conventioneel alternatief is. Spijt vermindert echter met de tijd, zodat men op lange termijn meer spijt heeft van kansen die men heeft laten liggen.
Het anticiperen van spijt of een herinnering daaraan heeft door dit alles een sterke invloed op gedrag en kan schadelijk handelen verminderen en onder meer sociale relaties beschermen. Hoewel spijt persoonlijk als negatief wordt ervaren, wordt spijt bij anderen dan ook vaak positiever beoordeeld.
Spijt is niet een van de primaire emoties zoals angst, blijdschap, boosheid en verdriet. Waar een baby deze primaire emoties al beleeft, ontwikkelt het een idee van hoe een beslissing anders uit had kunnen pakken - tegenfeitelijk denken - zich pas rond het zevende levensjaar. Spijt vergt dan ook complexere cognitieve processen waarbij een voorstelling moet worden gemaakt van alternatieve uitkomsten. Deze processen vinden plaats in de cortex orbitofrontalis.